# Prosoeca umbrosa
Prosoeca umbrosa är en tvåvingeart som beskrevs av Robert W. Lichtwardt 1910. Prosoeca umbrosa ingår i släktet Prosoeca och familjen Nemestrinidae. Inga underarter finns listade i Catalogue of Life.